# 비와야폭포

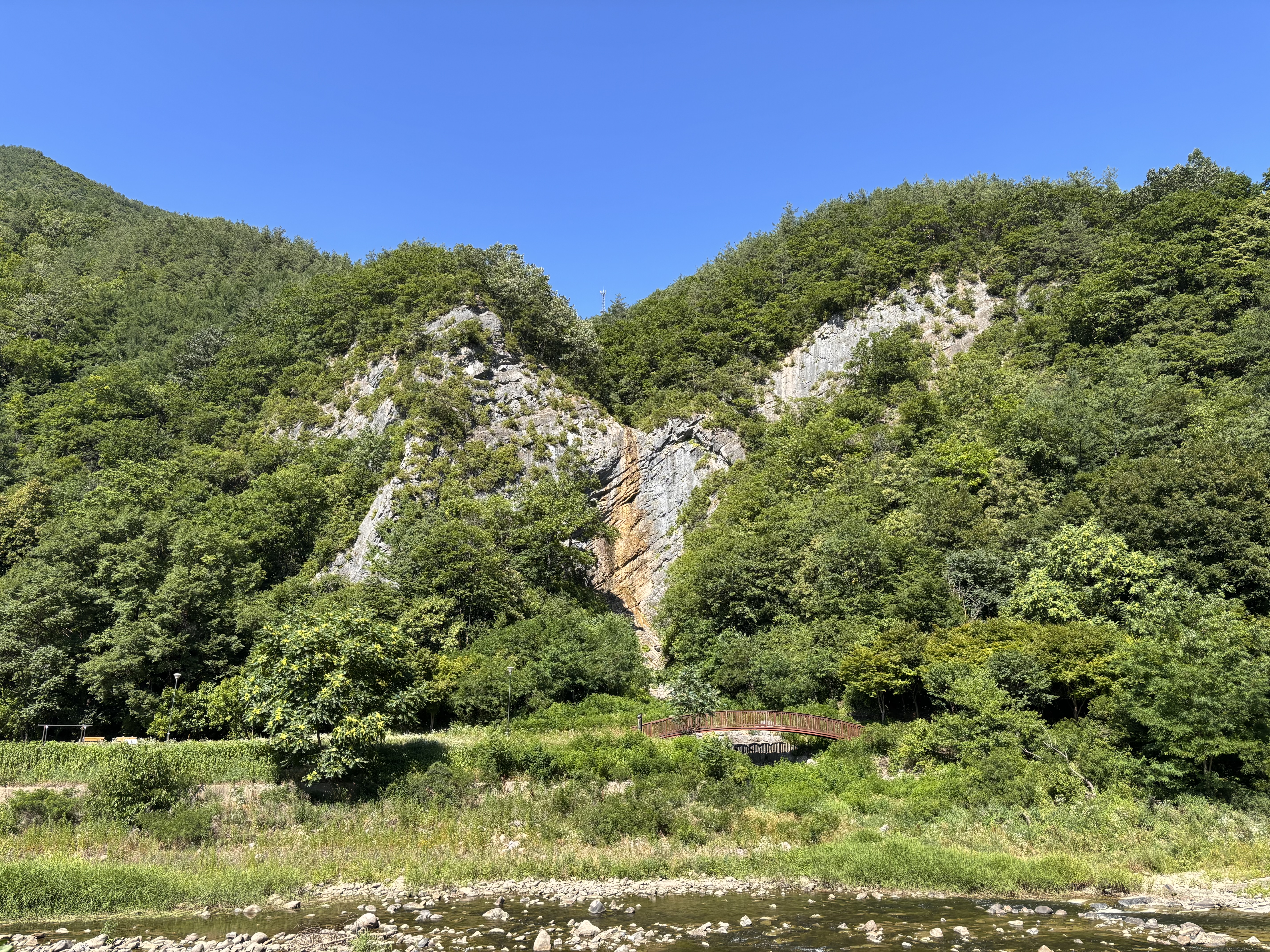
비와야폭포

비와야폭포는 태백시 장성동에 위치한 자연경관지로, 강수 시에만 형성되는 일시적 폭포이다. 평상시에는 마른 석회암 절벽이지만, 집중호우나 장마철에는 계곡 상류에 고인 물이 한꺼번에 낙하하면서 약 40미터 높이에서 흰 비단처럼 물줄기가 떨어지는 경관을 형성한다. 겨울철에는 낙수가 얼어붙어 빙폭(얼음 폭포)이 형성되며, 이는 3~4개월간 유지되기도 한다.
이 폭포는 상시적인 수원이 없고, 오직 비가 온 이후에만 폭포수가 흐른다는 점에서 이름 그대로 “비가 와야 나타나는 폭포”로 불린다. 그 독특한 자연 조건으로 인해 '신비의 폭포', '숨은 폭포' 등으로도 불리며 지역 주민과 탐방객들 사이에서 회자된다.

## 지리
해당 폭포는 해발 약 700미터 고지에 위치하며, 주변은 태백산맥 지형으로 둘러싸여 있다. 폭포가 형성되는 절벽은 석회암 성분이 많아 침식이 잘 일어나며, 절벽 상단은 얕은 계류로 이어져 있다. 비가 올 경우 상단 계류에 일시적으로 고인 물이 한꺼번에 낙하하여 폭포를 이룬다. 겨울철에는 이 절벽이 얼음으로 덮이며 빙벽 등반지로도 주목받고 있다.

## 형성과 특성
비와야 폭포의 가장 큰 특징은 그 이름처럼 ‘비가 와야만’ 폭포수가 흐른다는 점이다. 강수량이 충분하지 않으면 폭포는 형성되지 않고, 그저 마른 절벽 형태로 남아 있다. 비가 온 후 1~2일 이내에만 잠깐 형성되는 만큼 시기와 타이밍이 중요하다. 수량이 많을 경우 흰 실타래처럼 쏟아지는 낙수가 절벽을 타고 곧게 떨어지며 장관을 이룬다. 겨울에는 눈과 얼음이 반복적으로 쌓여 얼어붙는 ‘빙폭’이 형성되어, 이 또한 별도의 관광 자원이 되고 있다.

## 관광
비와야 폭포는 태백시가 주관하는 로컬메이트 관광 공모사업을 통해 본격적인 관광 자원으로 개발되고 있다. ‘비가 와야 열리는 비밀의 골짜기’라는 콘셉트로, 여름철 트레킹 프로그램과 혼자여행 키트, 굿즈 상품 등이 기획되고 있다. 폭포가 출현하는 여름 장마철과 빙폭이 형성되는 한겨울은 대표적인 관광 시즌이다. 현재 폭포 인근은 자유롭게 출입 가능하며, 별도의 입장료는 없다. 폭포 주변에는 간이 주차장이 마련되어 있다.

## 기타
비와야 폭포는 과거에는 지역 주민들만 알고 있는 숨겨진 장소였으나, 최근 SNS 및 지역 관광 활성화 정책 등을 통해 외부에 알려지기 시작했다. 일부 탐방객들은 마른 절벽을 보고 실망하는 경우도 있으나, 특정 시기에는 매우 이색적이고 감성적인 풍경을 연출하는 장소로 변모한다. 특히 일출·일몰 시점과 빙폭 상태에서 사진 촬영지로 각광받고 있다.